# Babio
Babio, ou Comedia Babionis (on trouve aussi De Babione), est un texte en latin de 484 vers du XIIe siècle. Il est conservé dans sept manuscrits .
L'origine et l'auteur du texte sont inconnus. Le fait que plusieurs des manuscrits soient anglais et que John Gower en parle dans sa Confessio Amantis atteste qu'il était bien connu en Angleterre. Il s'agit cependant vraisemblablement d'une œuvre gallo-latine selon H. Laye .
Le texte allie un style précieux et érudit à une inspiration des plus triviales, sur le modèle des pièces de Plaute et de Térence. Babio, marié à Petula, est amoureux de sa belle-fille Viola. Mais cette dernière lui est ravie par un jeune noble, Croceus. Revenant alors auprès de son épouse, il apprend que celle-ci le trompe avec son valet Fodius. Échouant à châtier les amants, il décide de se faire moine, laissant sa femme à son valet.
Le texte est un dialogue ininterrompu entre cinq personnages, avec toutes les caractéristiques d'une œuvre dramatique, bien qu'il n'ait pas nécessairement été destiné à être représenté. Il est à ce titre sans doute un document de valeur sur la genèse du théâtre comique en France au Moyen Âge.